# Anova-Irmandade Nacionalista
Anova-Irmandade Nacionalista és una organització política d'àmbit gallec d'ideologia nacionalista gallega nascuda el 2012. Ha sorgit a partir d'Encontro Irmandiño, escissió del Bloque Nacionalista Galego (BNG). Forma part de la coalició Alternativa Galega de Esquerda.

## Història
El 26 de gener de 2012 es va celebrar la XIII Assemblea Nacional del Bloc Nacionalista Gallec (BNG) sota una profunda divisió interna al partit, després de la qual es van escindir diversos sectors, entre els quals van destacar Máis Galiza i Encontro Irmandiño. Poc després van començar diversos processos de confluència que, d'una banda, es van materialitzar en la creació de Compromiso por Galicia. Per la seva banda, Encontro Irmandiño es va deslligar d'aquest procés buscant crear un projecte amb un origen més assembleari de base que va néixer inicialment amb el nom de Novo Proxecto Común. En aquest projecte van participar militants del Frente Popular Galega (FPG), Fronte Obreira Galega (FOGA), Movemento pola Base i Causa Galiza, entre altres organitzacions; però, Causa Galiza finalment es va deslligar del procés.
Finalment, el 14 de juliol de 2012 es va celebrar a Santiago de Compostel·la l'Assemblea Nacional de l'Novo Proxecto Común, adoptant el nom d'Anova-Irmandade Nacionalista, amb una coordinadora nacional de 75 membres, entre els quals es trobaven Xosé Manuel Beiras i Martiño Noriega. Com a elements del seu programa, es va anunciar que la formació incorporaria l'ecologisme, el republicanisme i l'independentisme.
Així mateix el membre de la coordinadora, líder de la Frente Popular Galega i regidor d'Alternativa Canguesa de Esquerdas Mariano Abalo va anunciar que treballaria per a incorporar a Esquerda Unida al projecte.
Malgrat anunciar en el seu moment la integració d'Unidade da Esquerda Galega a Compromiso por Galicia, posteriorment es va anunciar que el seu líder Óscar Lomba Álvarez va ser elegit membre de la Coordinadora Nacional d'Anova i es va veure forçat a abandonar el Consell Polític Nacional de Compromiso por Galicia. Actualment, la militància d'Unidade da Esquerda Galega es troba repartida entre Compromiso por Galicia i Anova-Irmandade Nacionalista, encara que ambdues parts van manifestar el seu desig de contribuir a la unitat de l'esquerra i el nacionalisme gallec, i es van mostrar disposades a seguir dialogant.
Després de l'anunci de l'avançament de les eleccions autonòmiques a octubre de 2012, Anova va manifestar la seva voluntat de conformar una àmplia coalició d'esquerres, que englobaria al Bloc Nacionalista Gallec, Compromiso por Galicia, Frente Popular Galega i Esquerda Unida; coalició a la qual també Equo va mostrar la seva predisposició a unir-se. Per la seva banda, Compromiso por Galicia va oferir a Anova un acord electoral per concórrer junts en coalició.
El 4 de setembre el Consell Polític d'Esquerda Unida va acceptar presentar-se amb Anova a les eleccions; unint-se igualment a la coalició Equo i Espazo Ecosocialista Galego (aquest últim, prèvia separació de Compromiso por Galicia). El nom que la nova coalició va adoptar va ser el d'Alternativa Galega de Esquerda. Compromiso por Galicia, per la seva banda, malgrat haver anunciat la seva participació en ella, finalment va decidir presentar-se en solitari.
L'11 de febrer de 2013 Anova-Irmandade Nacionalista es va inscriure com a partit polític al Registre de Partits Polítics. Al març d'aquest any, dos dels membres constituents d'Anova, Nova Esquerda Socialista i un sector d'Unidade da Esquerda Galega, es van unir formant Nova Esquerda Galega, organització integrada a Anova. Al setembre de 2014, la Fronte Obreira Galega va anunciar la seva sortida de la formació.